# آینده
آینده بعدی از هستی بشر است که در فراسوی لحظهٔ «حال» گسترش می‌یابد و همچون اصلی در انجام اقدامات در نظر گرفته می‌شود. این مفهوم برخورداری از طرح، اهداف، نیات، غایات و مفاهیم را برای آدمی به همراه می‌آورد. آینده مدت زمانی نا محدود پس از حال حاضر است نمی‌شود در ان زندگی کرد که ورود به آن به دلیل وجود زمان و قوانین فیزیک اجتناب ناپذیر است. مفهوم آینده در علوم آینده‌پژوهی، فیزیک، فلسفه، روانشناسی و دین کاربرد دارد. همچنین در آثار هنری و ادبی مانند داستان‌ها و فیلم‌ها به‌کار برده‌می‌شود و یکی از آرزوهای بشر پیش‌بینی آینده می‌باشد.
میتوان گفت آینده، گذشته ای است که هنوز اتفاق نیفتاده و هر زمان که بشر توانایی خواندن گذشته ای که رخ نداده است را پیدا کند میتواند آینده را بداند و از آن باخبر شود.

## آینده‌پژوهی
حوزه آینده پژوهی حوزه پژوهشی پیچیده، پر دامنه و جهان‌گستری است که مسائل و مباحث پیش رو در آینده را کانون توجه و تمرکز اصلی خود قرار می‌دهد.

## آینده‌نگری
آینده نگری تقریباً معادل لفظ تدبیر است. تدبیر به معنای بررسی کردن عواقب کارها و مصالح را سنجیدن و بر طبق آن عمل کردن است.
تعریف اصطلاحی: آینده نگری یعنی گسترش افق دید خود و دیدن پشت پرده مسائل و هم چنین زمانی که شخص در آن است یعنی در زمان حال، آینده را دیدن که نتیجه آن، چاره اندیشی برای رخدادهای احتمالی است.

## در تاریخ
کهانت شاخه ای از فنون عرب جاهلی بوده و کاهن به کسی گفته می شد که با نوعی تيز بينی، خبرهايی را از آينده می داد. از اين رو، عرب های عصر جاهلی برای حل مشکلات خود به آنان مراجعه می کردند.